# Torrubia del Campo
Torrubia del Campo – gmina w Hiszpanii, w prowincji Cuenca, w Kastylii-La Mancha, o powierzchni 53,36 km². W 2011 roku gmina liczyła 309 mieszkańców.